# Vola mio mini pony (serie animata 1992)
Vola mio mini pony (My Little Pony Tales) è una serie animata televisiva statunitense prodotta nel 1992, basata sulla linea di cavallini giocattolo prodotti dalla Hasbro, i My Little Pony, che avevano già ispirato l'omonima serie televisiva degli anni '80, più popolare rispetto a questa nuova trasposizione.
In Italia venne trasmessa dalle reti Mediaset con il medesimo titolo e la stessa sigla della serie precedente; ciò crea un po' di confusione quando bisogna riferirsi ad una o all'altra serie; il doppiaggio fu affidato nuovamente a Paolo Torrisi. Nell'estate del 1996 fu mandata in onda su Italia 1 all'ora di pranzo e successivamente, sulla stessa rete, nella fascia mattutina.
In seguito gli episodi sono stati raccolti in DVD e distribuiti in commercio dalla Avo Film Edizioni col titolo più coerente Le avventure di My Little Pony Tales.

## Sinossi
La serie è molto diversa da quella precedente. Il primo cartone animato aveva una connotazione più fiabesca e il mondo in cui vivevano i Mini Pony era popolato da creature fantastiche e mitologiche. Non mancavano inoltre personaggi umani. In questa nuova trasposizione, invece, sono i Pony stessi ad assumere un comportamento più antropomorfo: vivono in un ambiente cittadino moderno e conducono attività tipiche della società umana: vanno a scuola, al lavoro, in vacanza, fanno shopping, sport, etc.
La serie narra le vicende di sette amiche pony adolescenti alle prese con i problemi e le esperienze tipiche della loro età.
Non mancano perciò questioni riguardanti la scuola, la famiglia e i primi amori. Un fattore in comune con la vecchia serie è la presenza di una canzone originale in ogni episodio.

## Personaggi
Le amiche pony protagoniste sono Starlight, Sweetheart, Melody, Bright Eyes, Patch, Clover e Bon Bon, ognuna con colori e personalità diversi dalle altre. La novità di questa serie è un maggior risalto dato anche ai personaggi maschili, ovvero i loro amici Teddy, Ace e Lancer.

## Episodi
- Pigiamino party (Slumber Party)
- Ammalata per farsi notare (Too Sick to Notice)
- Concorso musicale (Battle of the Bands)
- La vincitrice! (And the Winner Is...)
- Colpevole o innocente (Stand by Me)
- L'ora del tè (The Tea Party)
- Una magnifica festa (The Masquerade)
- Sfortunata (Out of Luck)
- Si va in scena (The Play's the Thing)
- Pettegolezzi (Shop Talk)
- La regina degli scherzi (The Impractical Joker)
- La guerra della limonata (The Great Lemonade Stand Wars)
- Gita in campagna (Blue Ribbon Blues)
- La gara di pattinaggio (Roll Around the Clock)
- La principessa scomparsa (Princess Problems)
- Una mela per Starlight (An Apple for Starlight)
- Sempre più in alto (Up, Up and Away)
- La sorella della sposa (Sister of the Bride)
- L'usignolo dalle ali verdi (Birds of a Feathe)
- Fate entrare il clown (Send in the Clown)
- Buon compleanno, Sweetheart! (Happy Birthday, Sweetheart)
- Una rana fortunata (Gribet)
- Il diario di Bon Bon (Bon Bon's Diary)
- Una goal per Starlight (Just for Kicks)
- Pony ai tropici (Ponies in Paradise)
- Di chi è la colpa? (Who's Responsible)